# ایران کاشین
ایران کاشین (انگلیسی: Eiran Cashin؛ زادهٔ ۹ نوامبر ۲۰۰۱) بازیکن فوتبال است.
وی همچنین در تیم ملی فوتبال Republic of Ireland U18 بازی کرده‌است.